# Monsieur Lune (chanteur)
Pour l’article homonyme, voir Monsieur Lune (album).
Monsieur Lune, nom de scène de Nicolas Pantalacci, né dans le 14e arrondissement de Paris (France)[réf. nécessaire], est un auteur-compositeur-interprète français.

## Parcours musical
En 2010, il sort un album collectif avec Gérald Genty, Pierre Santini, Carmen Maria Vega, Ben Ricour, Oldelaf et Monsieur D, Yves Jamait et Cécile Hercule, intitulé L'incroyable Histoire de Gaston et Lucie.
En octobre 2017, Monsieur Lune sort Le dernier Jour par les auteurs de Gaston et Lucie Sébastien Rost et Nicolas Pantalacci[réf. souhaitée].